# Sean Okoli
Sean Ugochukwu Okoli (Federal Way, 3 febbraio 1993) è un ex calciatore statunitense, di ruolo attaccante.

## Carriera

### Club
Okoli ha giocato per il Washington Premier, prima di entrare nelle giovanili dei Seattle Sounders. A partire dal 2011, avendo frequentato la Wake Forest University, è stato in forza ai Wake Forest Demon Deacons.
È poi tornato ai Seattle Sounders, per cui ha esordito in Major League Soccer in data 8 marzo 2014, subentrando a Lamar Neagle nella vittoria per 1-0 arrivata sullo Sporting Kansas City. Nel corso dello stesso anno, è stato ceduto con la formula del prestito all'Orange County.
Il 19 gennaio 2015, Okoli è passato al New England Revolution. Il 28 marzo ha esordito con questa maglia, sostituendo Juan Agudelo nel 2-1 inflitto ai San Jose Earthquakes. Il 9 febbraio 2016, New England ha reso noto d'aver tagliato Okoli, che non avrebbe fatto parte della squadra in vista della nuova stagione.
Nel 2016, Okoli è stato in forza al Cincinnati, compagine all'epoca militante in United Soccer League. Il 26 marzo ha esordito in squadra, schierato titolare nella sconfitta per 1-0 subita sul campo del Charleston Battery. Il 3 aprile ha siglato il primo gol, nella vittoria per 1-2 in casa del Bethlehem Steel. Con 16 reti stagioni, è diventato il capocannoniere del campionato, ricevendo pertanto il Golden Boot. In virtù delle sue prestazioni, inoltre, è stato nominato miglior giocatore del campionato.
Il 5 dicembre 2016, il New York City ha reso noto l'ingaggio di Okoli. È tornato a calcare i campi della MLS il 5 marzo 2017, subentrando ad Alexander Ring nella sconfitta per 1-0 maturata sul campo dell'Orlando City. Il 17 maggio successivo ha siglato la prima rete, nella partita persa per 2-1 in casa del Real Salt Lake.
Il 27 marzo 2018, gli svedesi del Landskrona BoIS hanno ufficializzato il tesseramento di Okoli, con la formula del prestito. Il 17 aprile seguente ha debuttato in squadra, sostituendo Edafe Egbedi nel 2-2 contro l'Örgryte. Il 1º luglio 2018 ha realizzato la prima rete, nella sconfitta casalinga per 2-3 contro l'Öster.
Il 13 agosto 2018, Okoli è stato ingaggiato ufficialmente dai norvegesi del Jerv. Ha esordito in 1. divisjon il 19 agosto, schierato titolare nel pareggio per 1-1 arrivato contro il Sandnes Ulf. Il 2 settembre ha trovato il primo gol con questa maglia, con cui ha sancito la vittoria per 1-0 sul Florø. Il 21 novembre 2018, il Jerv ha annunciato che il contratto di Okoli, in scadenza il successivo 31 dicembre, non sarebbe stato rinnovato.
Successivamente a questa esperienza, è passato agli austriaci del Pinzgau Saalfelden.
Il 19 febbraio 2020 ha fatto ritorno all'Orange County. È tornato a calcare i campi da calcio statunitensi il successivo 6 marzo, schierato titolare nel pareggio per 0-0 contro El Paso Locomotive. Il 25 luglio ha ritrovato il gol in squadra, determinando la vittoria per 1-0 sul Phoenix Rising.
Il 24 febbraio 2021 è stato reso noto il suo passaggio all'Austin Bold.

## Palmarès

### Competizioni nazionali
- USL Championship: 1

Orange County: 2021